# Jekami
Jekami ist ein Akronym für „Jeder kann mitmachen“.
Der Begriff „Jekami“ wird verwendet, wenn Offenheit oder Abgrenzung einer Entscheidung respektive eines Anlasses ausgedrückt werden sollen. Im Positiven bedeutet dies, dass jeder seine Meinung kundtun oder mitmachen kann. Im Negativen bedeutet dies, dass weitere Meinungen nicht erwünscht sind („dies ist kein Jekami“) oder dass keine weiteren Teilnehmer erwünscht sind („das ist keine Jekami-Veranstaltung“). Das Wort weist oft eine pejorative Konnotation auf.
Der Begriff wird auch im übertragenen Sinne verwendet, um beispielsweise professionelle Aktivitäten von „beliebigen oder laienhaften Handlungen“ abzugrenzen.
Besonders im Schweizerdeutsch wie auch im Schweizer Hochdeutsch meint Jekami Veranstaltungen, bei denen jeder etwas beitragen kann, auch wenn er noch so unbedarft ist. Ein Jekami ist somit eine Amateurveranstaltung, als Unterhaltungsanlass entspricht er der offenen Bühne.

## Beispiele
„Jekami-Abend mit Kurzbeiträgen von Mitgliedern und Gästen. 18.15 Uhr Historisches Museum Basel“

„Das Web ist ein globales Jekami (Jeder kann mitmachen).“

„Klare Kompetenzen beruhen auf klaren Entscheiden und nicht auf einem «Jekami» (jeder kann mitmachen).“